# BNA Beste Gebouw van het Jaar
BNA Beste Gebouw van het Jaar is een Nederlandse architectuurprijs die sinds 2006 jaarlijks wordt uitgereikt door de Branchevereniging Nederlandse Architectenbureaus (BNA). Naast architectonische kwaliteit, worden ook de gebruiks- en belevingswaarde, de toegevoegde maatschappelijke waarde en de samenwerking meegewogen. De prijs was voorheen alleen bestemd voor BNA-leden. Sinds 2014 kunnen ook anderen projecten inzenden.

## Categorieën
Projecten kunnen ingezonden worden in vier categorieën: Identiteit & Icoonwaarde (‘placemaking’), Leefbaarheid & Sociale Cohesie (‘livability’), Stimulerende Omgevingen (‘stimulating environments’) en Particuliere Woonbeleving (‘personal environments’). 

## Juryleden en prijs
Een zeskoppige jury nomineert maximaal twaalf gebouwen, maximaal drie in elke categorie. Daarnaast zijn er maximaal drie eervolle vermeldingen. Alle genomineerde gebouwen maken kans op de titel BNA Beste Gebouw van het Jaar, die ieder jaar tijdens een feestelijke uitreiking wordt toegekend. De juryleden bepalen samen de categoriewinnaars en de landelijke winnaar. Categoriewinnaars ontvangen een trofee. Op het bekroonde gebouw wordt een plaquette aangebracht.
Sinds 2013 wordt ook een publieksprijs uitgereikt. Het publiek kan stemmen brengen op de gebouwen die door de jury genomineerd zijn en bepaalt zo de winnaar. In 2016 was de keuze van het publiek gelijk aan die van de vakjury.

## Winnaars BNA Beste Gebouw van het Jaar
| Jaar | Gebouw                               | Plaats                  | Architect                                                                 | Foto |
| ---- | ------------------------------------ | ----------------------- | ------------------------------------------------------------------------- | ---- |
| 2006 | Museum Belvédère                     | Heerenveen / Oranjewoud | Eerde Schippers (INBO)                                                    |      |
| 2007 | Vesteda Toren                        | Eindhoven               | Jo Coenen & Co                                                            |      |
| 2008 | Station Amsterdam Bijlmer ArenA      | Amsterdam               | Jan van Belkum (ARCADIS Architecten) en Neven Sidor (Grimshaw-Architects) |      |
| 2009 | Oostvaarderskliniek                  | Almere                  | Martien Jansen                                                            |      |
| 2010 | Revalidatiecentrum Groot Klimmendaal | Arnhem                  | Koen van Velsen                                                           |      |
| 2011 | Gebouw X Hogeschool Windesheim       | Zwolle                  | Broekbakema                                                               |      |
| 2012 | Villa 4.0                            | Laren (Noord-Holland)   | Dick van Gameren architecten                                              |      |
| 2013 | Gebouw Ceres                         | Eindhoven               | Diederendirrix architecten                                                |      |
| 2014 | Cultuurhuis Rozet                    | Arnhem                  | Neutelings Riedijk Architecten                                            |      |
| 2015 | Station Rotterdam Centraal           | Rotterdam               | Benthem Crouwel, MVSA Meyer en Van Schooten en West 8                     |      |
| 2016 | Parkeergarage Kustwerk Katwijk       | Katwijk                 | Royal HaskoningDHV, ZJA Zwarts & Jansma Architecten en Ballast Nedam      |      |
| 2017 | OV Terminal Breda                    | Breda                   | Koen van Velsen architecten                                               |      |
| 2018 | Het Gelders Huis                     | Arnhem                  | Team V Architectuur                                                       |      |
| 2019 | Noord-Zuidlijn                       | Amsterdam               | Benthem Crouwel Architects                                                |      |
| 2020 | Forum Groningen                      | Groningen               | NL Architects                                                             |      |
| 2021 | Van der Valk Hotel Amsterdam Zuidas  | Amsterdam               | Wiel Arets                                                                |      |
| 2022 | Museum Singer Laren                  | Laren                   | Bedaux de Brouwer Architecten                                             |      |
| 2023 | Jonas                                | Amsterdam IJburg        | Orange Architects                                                         |      |
| 2024 | Faculteit ITC                        | Enschede                | Civic Architects & VDNDP, Studio Groen+Schild en DS Landschapsarchitecten |      |
| 2025 | Notionaal Holocaustmuseum            | Amsterdam               | Office Winhov                                                             |      |

## De Volkskrant Publieksprijs
| Jaar | Gebouw                                 | Plaats               | Architect | Foto |
| ---- | -------------------------------------- | -------------------- | --- | ---- |
| 2013 | Appartementengebouw De Karel Doorman   | Rotterdam            | Ibelings van Tilburg architecten                                                                                      |      |
| 2014 | cultuurhuis Dordrecht                  | Dordrecht            | TenbrasWestinga |      |
| 2015 | High Tech System Park Hengelo          | Hengelo (Overijssel) | Leijh Kappelhoff Seckel van den Dobbelsteen architecten, Reitsema & partners architecten en MTD landschapsarchitecten |      |
| 2016 | Parkeergarage Kustwerk Katwijk         | Katwijk              | Royal HaskoningDHV, ZJA Zwarts & Jansma Architecten en Ballast Nedam                                                  |      |
| 2017 | Stadhuiskwartier Deventer              | Deventer             | Neutelings Riedijk Architecten                                                                                        |      |
| 2018 | Space-S                                | Eindhoven            | Inbo |      |
| 2019 | LocHal                                 | Tilburg              | Civic Architects, Braaksma & Roos Architectenbureau, Inside Outside / Petra Blaisse                                   |      |
| 2020 | DOMUSDELA                              | Eindhoven            | Diederendirrix en Architecten En\|En                                                                                  |      |
| 2021 | Station Assen                          | Assen                | Powerhouse Company i.s.m. de Zwarte Hond                                                                              |      |
| 2022 | Museum Singer Laren                    | Laren                | Bedaux de Brouwer Architecten                                                                                         |      |
| 2023 | Renovatie 94 woningen Van der Pekbuurt | Amsterdam            | Ibelings van Tilburg architecten                                                                                      |      |
| 2024 | Van Gogh Village Museum                | Nuenen               | Diederendirrix |      |
| 2025 | Kantoor vol Afval                      | Katwijk              | Popma ter Steege architecten                                                                                          |      |